# کولی، وو
شهر کولی در بخش لوو در ایالت وو در کشور سوئیس واقع شده‌است که ۱٬۷۰۰ نفر  جمعیت دارد.